# 奥拉维尔·埃利亚松
奥拉维尔·埃利亚松（1967年2月5日—），冰島裔丹麥艺术家，以雕塑和大型装置艺术闻名。他善在作品中使用光、水等元素或调节空气温度以增强观赏体验。 1995年，他在柏林创建了奥拉维尔·埃利亚松工作室 ，该实验室专注于进行空间研究。埃利亚松于2003年代表丹麦参加第50届威尼斯双年展，同年晚些时候在伦敦泰特现代美术馆（Tate Modern）的涡轮大厅中展出了《天气计划》装置。
奥拉维尔参建了许多公共空间装置，如1998年至2001年间在多个城市展出的干预艺术作品——《绿河》、2007年建于伦敦蛇形画廊、由挪威建筑师Kjetil Trædal Thorsen设计的临时展馆、以及由公共艺术基金会于2008年委托创作的《纽约瀑布》。他还为突破奖设计了奖杯。 与他的大部分作品一样，该奖杯探索了艺术与科学之间的共同点。 它状为柱体环形 ，使人联想到黑洞、星系、贝壳甚至DNA线圈的形态。
奥拉维尔于2009年至2014年间任柏林艺术大学教授，并从2014年起，在埃塞俄比亚亚的斯亚贝巴的大学（Alle School of Fine Arts and Design in Addis Ababa）担任兼职教授至今。 他的工作室位于柏林。

## 节选作品与项目

### 《飞舞的风扇》
这件悬挂在天花板上的摆动的电风扇是奥拉佛的早期作品。 飞舞的风扇（1997）绕其轴线前后、左右旋转、飘荡。 《多重风扇射灯移动装置》 （2002-2007年）是一套旋转的、电动移动装置，由一件探照灯和四个风扇组装而成。风扇搅动展厅内的空气，探灯则扫射展厅。 

### 《天气计划》

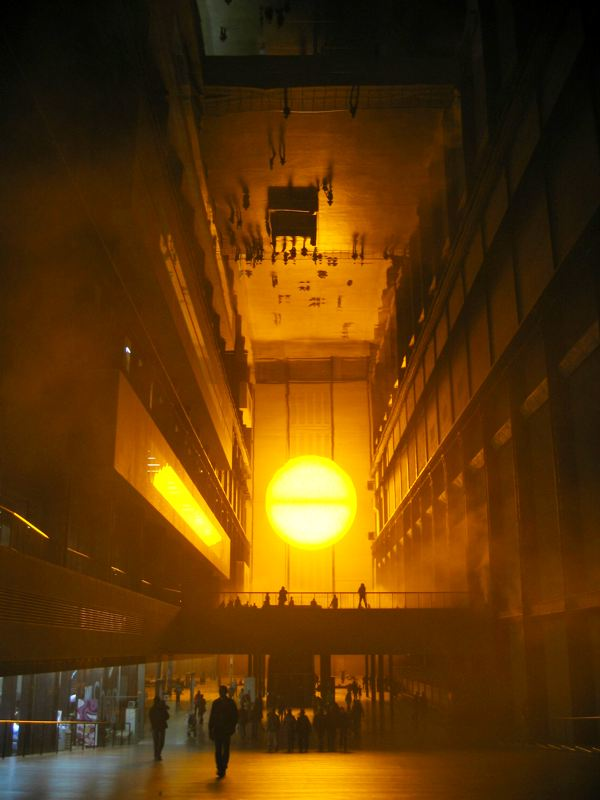
展于泰特现代美术馆的《天气计划》

《天气计划》于2003年展于伦敦泰特现代美术馆，作为著名的联合利华（Unilever）赞助系列展品被安装在涡轮大厅内，占据了整个大厅的公共空间。
奥拉佛使用加湿器加工糖和水的混合物，释放细雾于空气中。天花板上装有一个半圆盘（与顶镜反射出的另一半圆组成圆形） ，该半圆盘由数百个发出黄光的单色灯组成。 且天花板由一面巨大的镜子覆盖 ，游客仰望时可以观察到映在镜中的自己。在象征太阳的巨大橙光灯下，他们在镜中只似微小黑影。 许多游客仰卧在地板上，对着镜子挥舞手脚，与该装置互动。 艺术评论家布莱恩·奥多尔蒂 （ Brian O'Doherty ）说：“观赏者陶醉于欣赏空中的自己的影像”。  据报道，该作品展出六个月，接待游客200万人次，其中不乏重游者。 奥多尔蒂在2003年接受《弗里兹》杂志采访时对该作品表示赞扬，他说“我第一次发现如此昏暗压抑的、好似巨人棺椁般的空间也能如此有效的引起观者的互动”。 

### 其它灯光装置
奥拉佛一直致力于在展览空间中进行各种改变空气密度的实验。 其作品《单色房间》（1998）是一个用黄色单频管照亮的走廊，该装置艺术参与者会感到感知其他光线的能力收到影响。 另一个装置——《360度全色系房间》（2002年）则是建于圆柱形房间内的装置艺术品，观者会失去空间感和视角感，体验到被强光笼罩的感觉。 后来受方舟现代艺术博物馆委托建造的装置《与你同行的失明路人》（Your blind passenger） （2010年）是一条90米长的隧道。 进入隧道的游客将被浓雾包围。 通道内可见度仅为1.5米，通行者必须使用视觉以外的其他感官来感受周围环境。 《感觉即事实》则是奥拉维尔第一次与中国建筑师马岩松合作展出的作品，这也是他在中国的首次展览。奥拉维尔将浓重的人造雾注入北京尤伦斯当代艺术中心的走廊。 天花板上安装了几百支彩色荧光灯，制造出红、绿、蓝的色彩区块。

### 《绿河》
1998年， 奥拉佛发现尿素无毒且易得，且尿素粉末曾用于定位管道系统中的泄漏，若倾入河中，可以将整条河流染成诡异的荧光绿。 于是，在1998年柏林双年展期间，奥拉佛在施普雷河上进行了一次试验，他从博物馆岛附近的一座桥上洒下了一捧尿素粉末。 随后，他在没有事先提示的情况下，在挪威莫斯 （1998年）、不来梅（1998年）、洛杉矶（1999年）、斯德哥尔摩（2000年）和东京（2001年）等地的河流中均倾入过该环保染料。 

### 照片中的冰岛
奥拉佛定期展出彩色照片组，这些照片都是在冰岛拍摄的。 每组照片都聚焦于一种物体，如火山、温泉和荒野中孤立的小屋。 在他的初期作品中，他尝试拍摄冰岛的所有桥梁。 随后不久，1996年，他记录了瓦特纳冰川下火山爆发的痕迹。 这些照片大都摄于空中，由奥拉佛悬在租来飞机外拍摄，这种飞机曾多用于地图测绘师进行观测。 奥拉佛将这些照片排列成网格展出， 令人联想到德国摄影师伯恩德和希拉·贝彻的重复照片作品。

### 《你的黑色地平线》
该项目是由提森-博内米撒艺术博物馆委托，由奥拉佛与英国建筑师大卫·阿贾耶合作在威尼斯双年展展出的灯光装置。于2005年8月1日至10月31日间在意大利威尼斯附近泻湖上的圣拉扎罗岛展出。 修道院内临时建造了一个展馆来容纳展品。展馆为一四方房间，墙壁漆黑，只有一道光源将一条窄且连续的光线平行投射在四壁上，将墙面在视觉上分为上下两部分。 2007年6月至2008年10月间，展馆在杜布罗夫尼克市附近的克罗地亚洛普德岛上再次开放。

### 《您的未来坐骑：宝马H2R项目》
2007年，奥拉佛受宝马委托，为宝马艺术汽车项目设计其第16辆艺术车模 。 在氢动力驱动的BMW H2R概念车基础上，奥拉佛和他的团队拆除了汽车的合金车体，更换为由反光钢条互锁构成的网状框架。 框架表面的冰层在被多日喷洒约530加仑水后形成。 展出时，冰冻的框架由内向外发出光芒。 《您的未来坐骑：宝马H2R项目》于2007年至2008年在旧金山现代艺术博物馆内的一间温度控制室内特别展出。并于2008年在慕尼黑 现代美术馆 （ Pinakothek der Moderne ）进行展出。

### 《纽约瀑布》

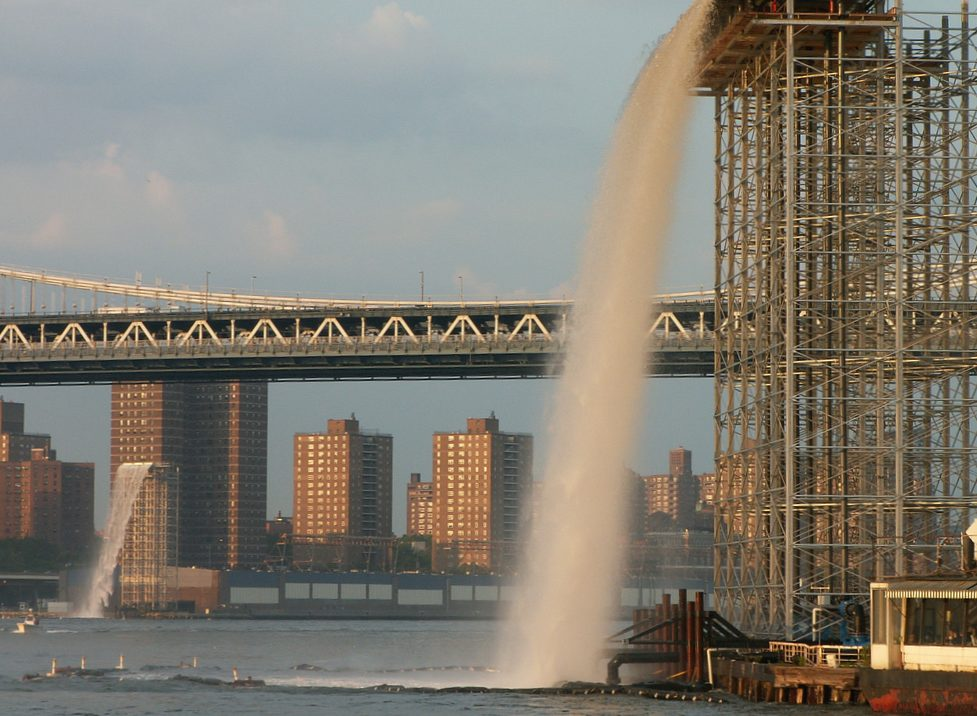
布鲁克林大桥下的人造瀑布。 背景中的大桥是曼哈顿桥。

奥拉佛受公共艺术基金会委托建造了四道人造瀑布，名为《纽约瀑布》 。装置高度在90-120英尺间，落于纽约港 。 该装置于2008年6月26日至10月13日间展出。该装置耗资1550万美元，是自克里斯多和珍妮-克劳德在中央公园设置的《大门》之后最昂贵的公共艺术项目。 

### 《现实议会》
这座雕塑永久于2009年5月15日永久落于纽约州安南代尔-哈德逊村的巴德学院。 该装置灵感源于冰岛议会Althingi （世界上最早的民主论坛之一）。 奥拉佛意在将该艺术品所在地打造为学生和游客聚集放松、讨论想法或争论的地方。 《现实议会》意在强调：协商应是所有教育方案的核心。 该人造岛由一个30英尺长的圆形湖泊、24棵树和野草环绕。岛屿直径为100英尺（约30米），地面砖石被切割成平铺的指南针形图案。地板图案（基于子午线和航海图设计）。岛上还摆有30个被河水冲刷过的巨石，供学生和公众户外休息。 岛屿与陆地连接处架有一座20英尺长的不锈钢格架廊桥，使通行者产生登上舞台或进入论坛时的仪式感。 晚上，青蛙聚集在环岛附近，奏鸣令人愉悦的盛夏交响。

### 《色彩实验画》（2009年起）
2009年起，奥拉佛为创作《色彩实验画》系列作品开始研究颜料、涂料生产和色彩的应用，以在其作品中展示出可见光光谱中每纳米所对应的色彩。 2014年，奥拉佛分析了约瑟夫·玛罗德·威廉·特纳的七幅画作，创作了《特纳色彩实验》，该作品将特纳对光和色彩的使用进行了单独的研究和记录。 

### 《哈帕》
奥拉佛参与设计了位于哈帕-雷克雅未克的新音乐厅和会议中心外墙，并已于2011年完工。 该建筑由亨宁-拉森建筑事务所设计，在工作室团队的协助下，奥拉佛设计的外墙由玻璃和钢结构的十二面体拼接而成，独具美感。 墙体上映出城市生活以及太阳的运动和变化的天气产生的不同光线。 到了夜晚，玻璃外墙由五颜六色的LED灯照亮。 该建筑于2011年5月13日开放。

### 《你的彩虹全景》

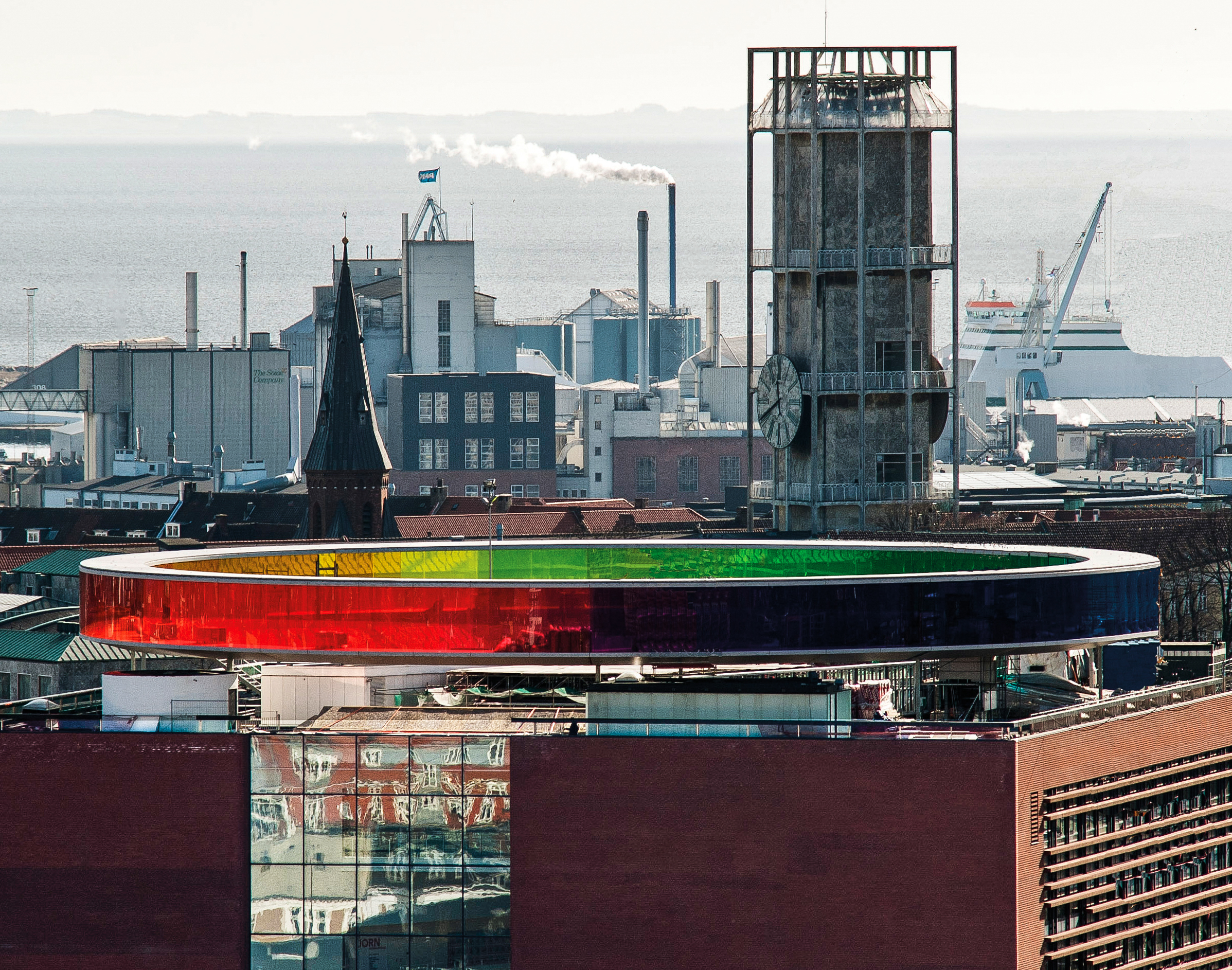
丹麦奥尔胡斯ARoS美术馆 展出的《你的彩虹全景》 。

《你的彩虹全景》由一条150米（490英尺）长、3米（9.8英尺）宽的环形走廊构成，其玻璃墙面色若光谱，五彩斑斓。 该走廊直径达52米（171英尺），被安装在奥尔胡斯ARoS奥尔胡斯艺术博物馆屋顶上3.5米（11英尺）高处，底部由圆柱结构支撑。 该作品于2011年5月对外开放。 游客可漫步于走廊，欣赏城市全景。 建设成本为6000万丹麦克朗（约6158万人民币），由Realdania基金会资助。 
该策划于2007年从六个提案中脱颖而出，被投标评审组选中。 夜晚，装于建筑内部地板上的聚光灯从内部照亮整个连廊。  

### 《月亮》
2013年11月，奥拉佛与位于北京的中国艺术家艾未未在网络上出席“围墙倒下”会议。他们合作创作的艺术项目《月亮》是一个开放的数字平台，邀请全世界的人通过浏览器在网络世界的“大月亮”上尽情书画。 该平台创作初衷在于支持言论自由和创造性协作自由。

### 《联系》
受巴黎路易威登基金会委托创作，于2014年12月17日至2015年2月23日间展出。构成该作品组的展品按一定顺序展出，观者有机会投入到一段艺术之旅中。 穿越一条条通道、路过一件件装置艺术品，观者融入黑暗、灯光、几何形状和反射光线中，成为展览的一部分。 构成展览的光学设备、模型和一颗陨星展示了奥拉维尔对感知机制和空间构造的研究成果。

### 其他项目
2005年，奥拉佛和古典小提琴制造商汉斯·约翰逊开始研究创造一件新乐器，目的是利用当今的技术和当代的视觉美学重新诠释17世纪和18世纪小提琴的制作传统。 
由路易威登于2006年委托设计的灯具艺术品——《你在我眼中》被展示在路易威登商店的圣诞橱窗内。另一盏名为《我在你眼中》的灯在纽约第五大道路易威登店永久展出。这两盏灯均被设计为非高科技展品，共由约400对单频光源和抛物面镜组成。 该项目的所有营收都捐赠给了慈善基金会——121Ethiopia.org。该基金会最初由奥拉佛和他的妻子为翻修一所孤儿院创立。
2007年，奥拉佛为柏林国家歌剧院的歌剧作品《菲德拉》提供舞台设计。
奥拉佛与詹姆斯·科纳的景观建筑公司Field Operations和建筑公司Diller Scofidio + Renfro共同参与到为纽约高线公园提供设计服务的项目中。 奥拉佛本计划为2012年夏季奥运会创作一件户外艺术品——《深呼吸》。该展品将记录人们的呼吸状况项目。但是，他的企划需要高达100万英镑（约合800万人民币）的投资，所以最后因资金问题被主办方拒绝。 
2012年，奥拉佛和工程师Frederik Ottesen创立了小太阳公司——一家生产太阳能LED灯的公司。 
据报道，2019年10月，奥拉佛受德国政府委托，将为纪念2020年下半年德国接任欧盟理事会轮值主席国创作一件泛欧艺术品。 